# Sans Souci (métro de Lyon)
Pour les articles homonymes, voir Sans Souci.
Sans Souci est une station de métro française de la ligne D du métro de Lyon, située cours Albert-Thomas au carrefour avec la rue des Tuiliers à la limite du 3e et du 8e arrondissement de Lyon, préfecture de la région Auvergne-Rhône-Alpes.
Elle est mise en service en 1991, lors de l'ouverture à l'exploitation de la ligne D.

## Situation ferroviaire
La station Sans Souci est située sur la ligne D du métro de Lyon, entre les stations Garibaldi et Monplaisir - Lumière.

## Histoire
La station « Sans Souci » est mise en service le 9 septembre 1991, lors de l'ouverture officielle de l'exploitation de la ligne D du métro de Lyon de la station Gorge de Loup à la station Grange Blanche.
Construite en souterrain, elle est édifiée suivant un plan classique de deux voies encadrées par deux quais latéraux. Elle est en partie éclairée naturellement par un jardinet en « cour anglaise » côté sud. Il n'y a pas de personnel, des automates permettent l'achat et d'autres le compostage des billets.
Elle est équipée d'origine d'ascenseurs pour les personnes à mobilité réduite et a été équipée de portillons d'accès le 1er juin 2007.

## Service des voyageurs

### Accueil
La station compte sept accès, quatre au nord le long du cours Albert-Thomas en direction de Gare de Vénissieux et trois au sud en direction de Gare de Vaise, un à l'ouest le long du cours Albert-Thomas et un à l'angle entre le cours et la rue des Tuiliers et qui possède un puits de lumière et un jardinet. Elle dispose dans chacun des accès de distributeur automatique de titres de transport et de valideurs couplés avec les portillons d'accès.
L'accès comportant le puits et le jardinet est identifié par une « libellule », nom donné aux totems courbés identifiant les stations de la ligne D depuis son ouverture et réalisés par les architectes Françoise-Hélène Jourda et Gilles Perraudin.

### Desserte
Sans Souci est desservie par toutes les circulations de la ligne.

### Intermodalité
Un arrêt d'autobus du réseau Transports en commun lyonnais (TCL), de la ligne 69, est situé à sa hauteur.
En se dirigeant vers l'ouest, il est possible d'effectuer une correspondance à la Manufacture des tabacs avec ligne de tramway T4 station Manufacture - Montluc, station aussi desservie par la ligne 69 qui y effectue son terminus.
Outre les rues et places avoisinantes, elle permet de rejoindre à pied différents sites, notamment : l'Université Jean-Moulin-Lyon-III (site Manufacture des tabacs), le Fort Montluc et les Archives départementales du Rhône, la MJC Monplaisir, la piscine de Monplaisir et la maison du Judo.